# Christina Ullenius
Christina Karin Ingrid Wennerström Ullenius, född 10 mars 1943, är en svensk kemist och akademisk ledare.
Ullenius avlade civilingenjörsexamen i kemiteknik vid Kungliga Tekniska högskolan 1967 och disputerade i organisk kemi vid Chalmers tekniska högskola 1973. Hon var prorektor vid Chalmers 1989–1994 och rektor vid Högskolan i Karlstad 1995–2006 (från 1999 Karlstads universitet). Ullenius utnämndes 2005 till styrelseordförande i Totalförsvarets forskningsinstitut.
Hon tilldelades Chalmersmedaljen 2002.